# Ivanovella
Ivanovella es un género de foraminífero bentónico de la familia Ivanovellidae, de la superfamilia Parathuramminoidea, del suborden Fusulinina y del orden Fusulinida. Su especie tipo es Ivanovella isensis. Su rango cronoestratigráfico abarca el Ludloviense (Silúrico medio).

## Discusión
Clasificaciones más recientes incluirían Ivanovella en el suborden Parathuramminina, del orden Parathuramminida, de la subclase Afusulinina y de la clase Fusulinata.

## Clasificación
Ivanovella incluye a las siguientes especies:
- Ivanovella angulosa †
- Ivanovella isensis †
- Ivanovella luginensis †
- Ivanovella tomskiensis †
- Ivanovella tomskiensis longiaculeatus †
- Ivanovella variabilis †